# Depeche Mode
Depeche Mode ist eine englische Synth-Rock- bzw. Synthie-Pop-Gruppe. Der Name ist einem französischen Modemagazin namens Dépêche Mode entliehen. Die Gruppe ist mit weltweit über 100 Millionen verkauften Tonträgern eine der erfolgreichsten Bands der Welt. Die Zeitschrift Q nannte Depeche Mode „The most popular electronic band the world has ever known“ („Die populärste Elektronikband, die die Welt jemals gesehen hat“) und listete die Band bei 50 Bands That Changed The World! („50 Bands, die die Welt veränderten!“).

## Geschichte

### 1976–1983: Gründung und Anfangsjahre
Die Wurzeln der Band gehen zurück auf das Jahr 1976, als Vince Clarke (Keyboard, Gitarre, Gesang) und Andrew Fletcher (Keyboard, Bass) in Basildon (Essex, England) die Gruppe No Romance in China gründeten. Die Band hatte jedoch nicht lange Bestand. 1979 gründete Vince Clarke zusammen mit Robert Marlow und dem Gitarristen und Keyboarder Martin Gore die Band French Look. Bald darauf stieg ihr gemeinsamer Klassenkamerad Fletcher mit ein, und die vier nannten sich fortan Composition of Sound. Nach ersten Auftritten als Trio (ohne Marlow) wurde 1980 Dave Gahan engagiert, der die Rolle des Sängers von Clarke übernahm. Die Band nannte sich auf Gahans Vorschlag hin nach einem französischen Modemagazin in Depeche Mode um, verbannte alle herkömmlichen Rockinstrumente und verlegte sich ganz auf synthetische Klangerzeuger. Nachdem das Quartett zunächst erfolglos Demoaufnahmen an Plattenfirmen verschickt hatte, wurde Depeche Mode im Herbst 1980 von Daniel Miller, dem Gründer des britischen Independent-Labels Mute Records, entdeckt, als die Band im Vorprogramm von Fad Gadget unter anderem im Londoner Club Bridgehouse spielte. In der Urbesetzung Dave Gahan (Gesang), Andrew Fletcher, Martin Gore und Vince Clarke (alle Synthesizer) begannen im Dezember 1980 erste Plattenaufnahmen. Die erste Single Dreaming of Me erschien im Februar 1981.
Depeche Mode profitierte zunächst von der Anfang der 1980er Jahre in Großbritannien aufkommenden New-Romantic-Welle und dem damit einhergehenden Synthesizer-Boom, der eine Reihe von neuen Bands und Künstlern wie Gary Numan, O.M.D. oder The Human League populär machte. Die zweite Single New Life wurde in Großbritannien zu einem Hit, der Nachfolger Just Can’t Get Enough kletterte im Oktober 1981 bis in die britischen Top Ten. Auf der 1981er-Tour verließ Depeche Mode das Londoner Umfeld und spielte erste Konzerte auf dem europäischen Festland. In der Markthalle Hamburg hatte die Band am 25. September 1981 ihren ersten Auftritt vor deutschem Publikum.
Im Oktober 1981 erschien das erste Album Speak & Spell, das mit unbeschwertem, tanzbarem Synthie-Pop aufwartete und zumindest in Großbritannien ebenfalls zu einem kommerziellen Erfolg wurde. Kurz nach der Veröffentlichung des Debüts verließ der Songschreiber Vince Clarke die Band, um sich erst Yazoo (1981–1983), dann The Assembly (1983) und später ab 1985 Erasure zu widmen. Gore, der bereits auf Speak & Spell zwei Stücke beigesteuert hatte, trat als Komponist und Texter in die Fußstapfen von Clarke. Auch wenn viele Musikjournalisten nach Clarkes Weggang vom schnellen Ende des Trios überzeugt waren, konnte sich auch die zweite, im September 1982 veröffentlichte Langspielplatte A Broken Frame in den britischen Charts behaupten; die melancholische Single See You erreichte die Top Ten. Auf diesem Album kündigt sich, bedingt durch den Wechsel von Clarke zu Gore, zugleich ein stilistischer Wandel an, weg vom leichten Discosound der Anfangszeit, hin zum bis heute prägenden schwermütigen Elektropop.
Anfang 1982 stieß der Keyboarder Alan Wilder durch eine Anzeige im Melody Maker zur Band. Zunächst fungierte er nur als Ersatz für Clarke bei Fernsehauftritten sowie während der ab Mitte Januar 1982 in Rayleigh begonnenen See-You-Tour. Erst nach der Veröffentlichung von A Broken Frame wurde er als vollwertiges Mitglied in die Band aufgenommen, die damit wieder zum Quartett wurde. Als einziger des Quartetts konnte Wilder eine klassische musikalische Ausbildung vorweisen und zeichnete in der Folgezeit maßgeblich für das klangliche Erscheinungsbild der Band verantwortlich. Seine ausgefallenen Soundarrangements wurden in Kombination mit Gores eingängigen Melodien und Gahans flehendem Bariton zum Markenzeichen von Depeche Mode.
Das im August 1983 erschienene Studioalbum Construction Time Again trug bereits eindeutig Wilders Handschrift. Erstmals kam hier die neue Technik des Sampling zum Einsatz, das Stück Pipeline basierte sogar nahezu ausschließlich auf Fragmenten aus Industrie- und Alltagsgeräuschen. Die Beliebtheit der Gruppe in Deutschland wurde bei der Construction Time Again Tour deutlich, da von insgesamt 48 Konzerten 14 in Deutschland abgehalten wurden.

### 1984–1989: Etablierung
Das im September 1984 veröffentlichte Nachfolgealbum Some Great Reward, das in den Berliner Hansa-Studios aufgenommen wurde, perfektionierte den Sample-basierten Maschinenklang und enthielt mit People Are People und Master and Servant zwei Singleauskopplungen, die erstmals weltweit hohe Chartplatzierungen erreichten.
Das frühe Schaffen wurde im Oktober 1985 auf der Single-Kompilation The Singles 81>85 zusammengefasst. Mit Black Celebration lieferte die Band im März 1986 ihr düsterstes, von schwarzer Romantik durchzogenes Werk ab, ohne erprobtes Pop-Terrain zu verlassen. Mit dem Video zur dritten Single des Albums, A Question of Time, begann die Zusammenarbeit der Band mit dem niederländischen Künstler Anton Corbijn, der in der Folge nicht nur weitere Musikvideos mit der Band drehte, sondern darüber hinaus zahlreiche Cover, Schriftzüge und medial geprägte Bühnenbilder entwarf und als Artdirector bis heute das visuelle Erscheinungsbild von Depeche Mode maßgeblich beeinflusst hat.
Die 1987 veröffentlichte LP Music for the Masses wartete mit musikalischen Neuerungen auf. Die Songs klangen transparenter und vielfältiger als beim Vorgänger und wiesen deutliche Einflüsse der Minimal Music auf. Außerdem wurden verstärkt Gitarrenriffs und akustische Instrumente wie Klavier, Akkordeon oder Flöte – wenn auch in gesampelter Form – in die elektronischen Klanglandschaften integriert. Die anschließende, 101 Konzerte umfassende Tour markierte den bisherigen Karrierehöhepunkt der Band. Depeche Mode schaffte den kommerziellen Durchbruch in den USA und avancierte als erste Synthie-Band zum Stadion-Act. Ein Mitschnitt des von über 60.000 Zuschauern besuchten Abschlusskonzerts im Pasadena Rose Bowl Stadium wurde Anfang 1989 als Live-Doppelalbum 101 veröffentlicht, begleitet von einem gleichnamigen Film (gedreht vom Dokumentarfilmer D. A. Pennebaker), der während der US-Tour entstand.
Mit einem einzigen Konzert am 7. März 1988 in der Werner-Seelenbinder-Halle in Ost-Berlin mit 6.481 Besuchern gehörte Depeche Mode zu den wenigen westlichen Bands, die in der DDR live auftreten durften. Für das Konzert erhielt die Band 5.000 DM. Bereits im Jahr zuvor war ausschließlich dort die Kompilation Greatest Hits veröffentlicht worden.

### 1990–2000: Hinwendung zu akustischen Klängen und Krise
Im März 1990 kam das Album Violator auf den Markt. Die erste, bereits im August 1989 veröffentlichte Single Personal Jesus enthält akustische Gitarrenelemente, die einen weiteren Schritt in ihrer musikalischen Weiterentwicklung symbolisierten. Die zweite Single Enjoy the Silence gilt als erfolgreichster Hit der Band. Entsprechend übertraf Violator all ihre bisherigen Verkaufszahlen. Laut dem im Jahre 2006 erschienenen Re-Release wurde das Album über 7,5 Millionen Mal verkauft. Das Magazin Rolling Stone führt Violator auf der Liste der 500 besten Alben aller Zeiten auf Platz 167, die Single Personal Jesus schaffte es auf Platz 368 der 500 besten Songs aller Zeiten.
Im Jahr 1990 drehten Depeche Mode für einen französischen Fernsehsender ein Musikvideo auf dem Dach des früheren World Trade Centers.
Mit Songs of Faith and Devotion gingen Depeche Mode 1993 auf dem stilistischen Pfad weiter, der sich bei Personal Jesus bereits angedeutet hatte; Elemente aus der Rockmusik wie akustische Drumsets oder verzerrte Gitarren, paarten sich mit Gospel- und Soul-Fragmenten sowie elektronischen Klängen und erzeugten einen neuen Stil in der Musik der Band. Die Aufnahmen während der anschließenden Welttournee führten zur Veröffentlichung des Albums Songs of Faith and Devotion – Live (1993), das alle Lieder der CD als Live-Versionen enthält. Der Fotograf Corbijn drehte mit Devotional einen ebenfalls 1993 veröffentlichten Konzertfilm der Tournee, der 1995 für den Grammy in der Kategorie Best Long Form Music Video nominiert war. Seit 1993 hat die Band bis 2017 regelmäßig alle vier Jahre ein neues Studioalbum veröffentlicht. Aufgrund der weltweiten Covid-19-Pandemie verlängerte sich das Intervall zuletzt auf sechs Jahre.
Während der Devotional-Welttournee und der sich anschließenden Exotic-Tour geriet die Band in eine existenzielle Krise: Während Gahan und Gore eine Drogen- bzw. Alkoholsucht entwickelten, hatte Fletcher mit Depressionen zu kämpfen; er begab sich im Frühjahr 1994 in Behandlung und wurde für mehrere Monate bei Auftritten durch Daryl Bamonte ersetzt, der die Band bereits seit deren Karrierebeginn begleitet hatte. Am 1. Juni 1995, seinem 36. Geburtstag, gab Wilder den Austritt aus der Band bekannt, um sich fortan seinem Soloprojekt Recoil zu widmen. Als Grund gab er musikalische Differenzen, eine ungerechte Verteilung der Arbeitslast und die mangelnde Würdigung seiner Beiträge durch die anderen Bandmitglieder an. Gahan unternahm 1995 aufgrund seiner anhaltenden Heroinabhängigkeit einen Suizidversuch, indem er sich die Pulsadern aufschnitt. Nachdem er sich am 28. Mai 1996 im Sunset Marquis Hotel einen Kokain- und Heroin-Speedball gespritzt hatte, erlitt er einen Herzstillstand und war für zwei Minuten klinisch tot. Angehörigen des Rettungsdienstes gelang es, ihn wiederzubeleben. Daraufhin begab er sich in ein Therapieprogramm für Drogenabhängige. Allgemein wurde in dieser Zeit die Auflösung der Band erwartet.
Trotz all dieser Ereignisse raufte sich das verbliebene Trio zusammen und ging 1996 ins Studio. Erste Aufnahmen mussten aufgrund des desolaten Zustandes Gahans abgebrochen werden. Der Song Sister of Night resultiert aus dieser Phase. Schließlich konnte im April 1997 das Album Ultra veröffentlicht werden, das erste seit A Broken Frame, an dem nur Gahan, Gore und Fletcher beteiligt waren. Das Album stieß bei Fans und Kritik auf positive Resonanz. Nach dem Erscheinen ihrer zweiten Hitbilanz The Singles 86>98 im September 1998 ging die Band auch wieder auf Welttournee.

### 2001–2019: Fortsetzung des Erfolges

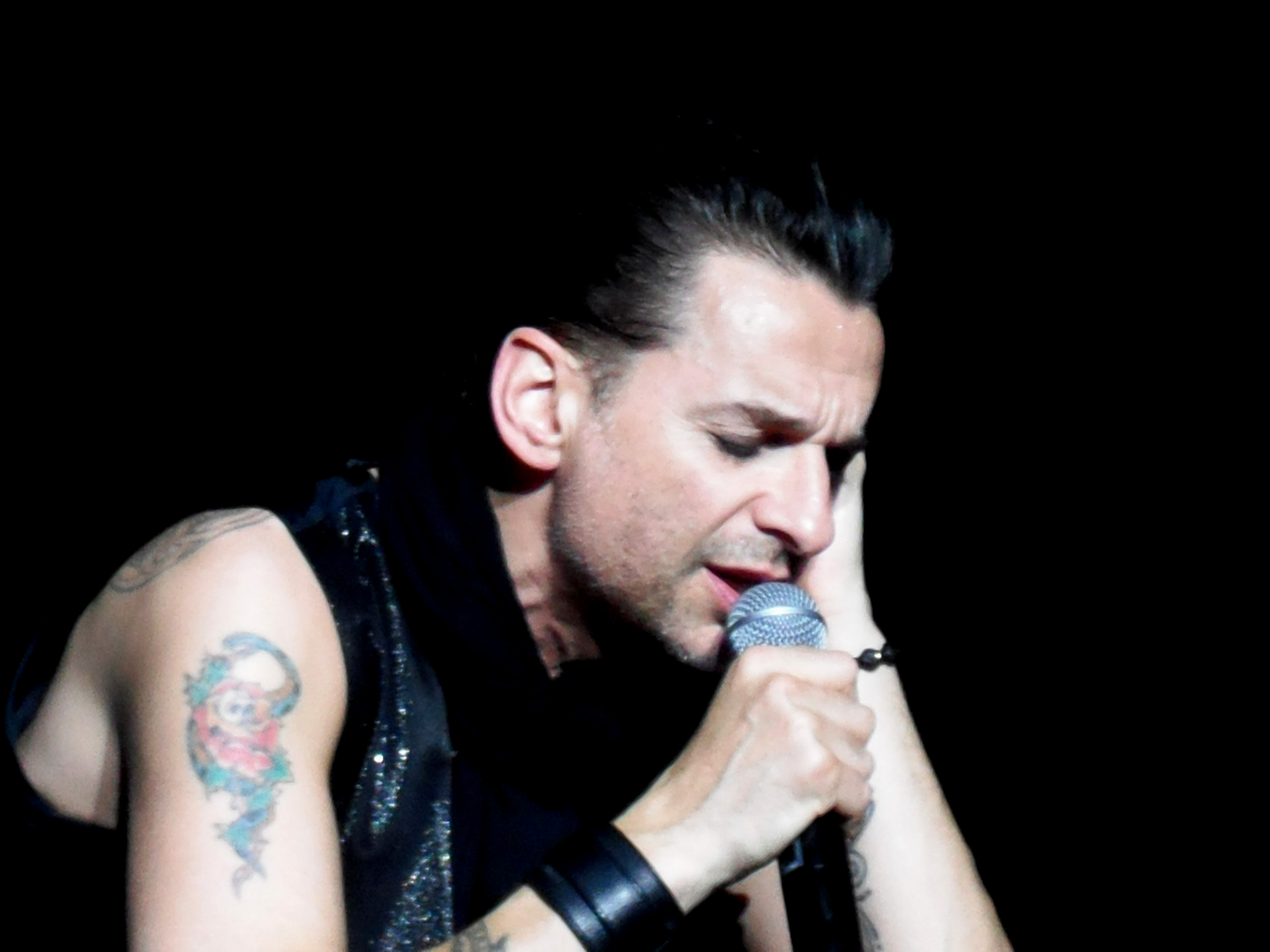
Dave Gahan (2009)

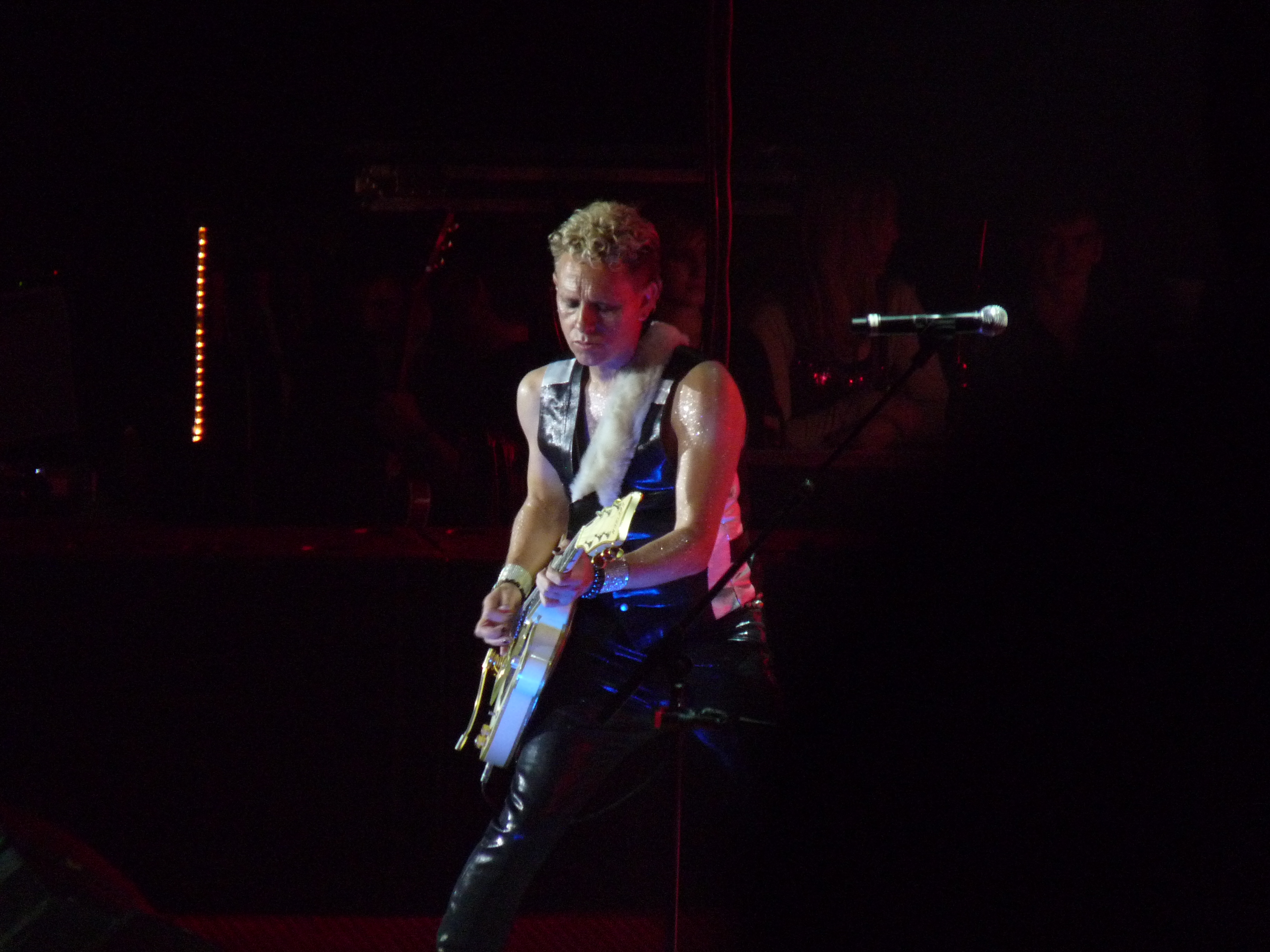
Martin Gore (2009)

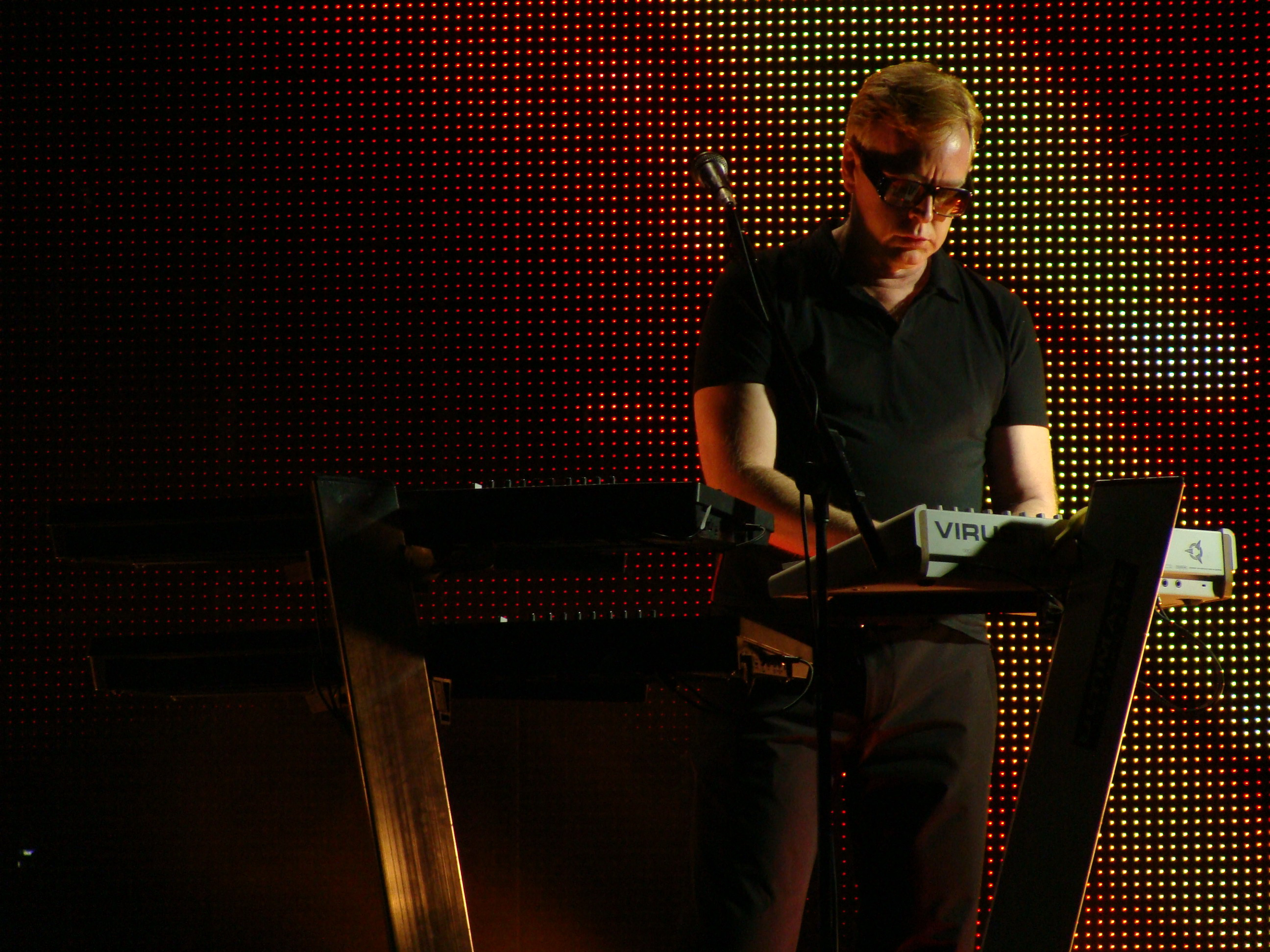
Andrew Fletcher (2009)

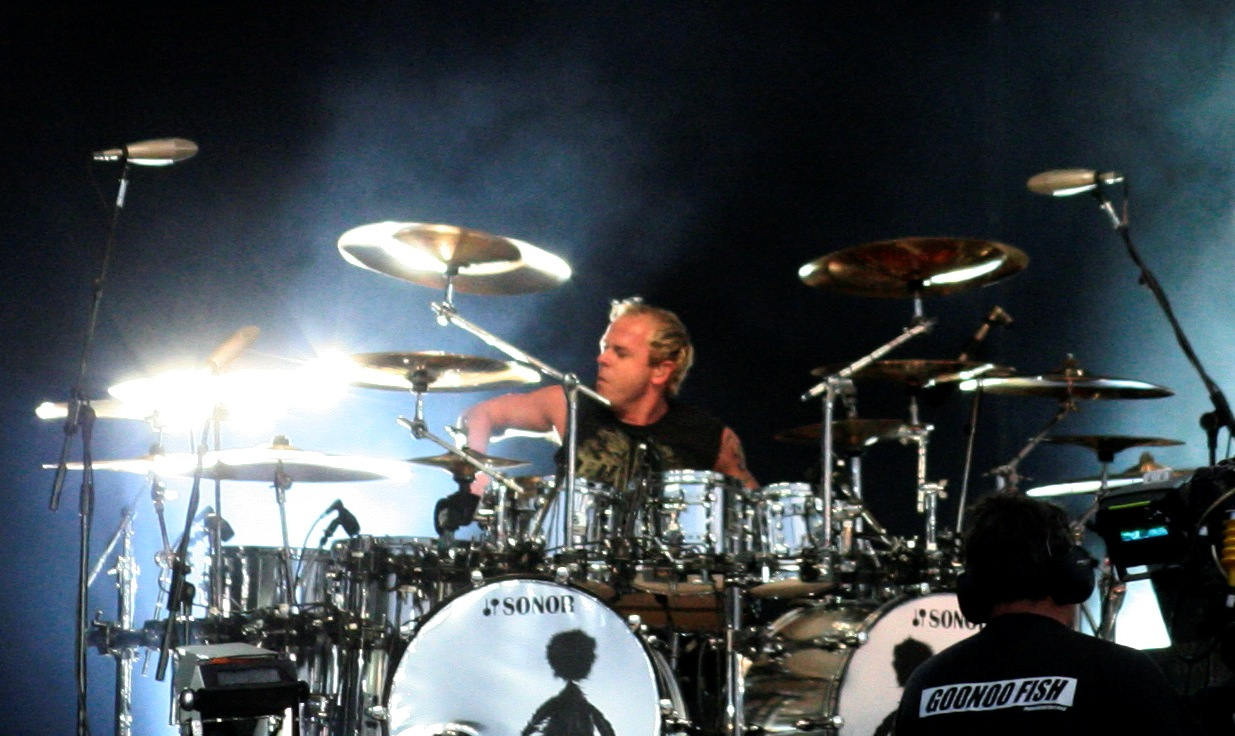
Christian Eigner (2006)

Im Mai 2001 wurde das Studioalbum Exciter veröffentlicht. Dem Trend der Musikindustrie folgend, Live-Konzerte vorzugsweise auf DVD herauszubringen, veröffentlichte auch Depeche Mode 2002 ein Live-Konzert der Exciter-Tour auf DVD (One Night in Paris). Nach der Tournee widmeten sich Gahan und Gore Soloprojekten. 2004 erschien eine Sammlung alter und neuer Remixes unter dem Namen Remixes 81–04, darunter das als Single veröffentlichte Enjoy the Silence 04 von Linkin-Park-Mitglied Mike Shinoda.
Das folgende Depeche-Mode-Studioalbum Playing the Angel erschien in Deutschland im Oktober 2005 und schaffte es dort und in 17 weiteren Ländern an die Spitze der Albumcharts. Neu an diesem Album war, dass Gahan mit anderen Musikern drei Songs schrieb, von denen Suffer Well als Single veröffentlicht wurde. Die an das Album anschließende Welttournee wurde auf der DVD Touring the Angel – Live in Milan (2006) dokumentiert. Außerdem erschienen in Zusammenarbeit mit Live Here Now auch Mitschnitte von Open-Air-Konzerten der Tour als Doppel-CD. Im Anschluss an die Tour wandelten die Bandmitglieder erneut auf Solopfaden, bis im Mai 2008 die Arbeiten an einem weiteren Depeche-Mode-Album begannen. Ende 2006 erschienen unter dem Namen The Best of, Volume 1 eine CD- und eine Video-Kompilation. Die CD enthält 17 alte Lieder und mit Martyr einen neuen, auch als Single veröffentlichten Song. Auf der DVD befinden sich 23 Musikvideos. Mitte 2008 gab Depeche Mode die Trennung von ihrem US-Label (Sire/Reprise Records) bekannt.
Das zwölfte Studioalbum Sounds of the Universe wurde in Deutschland im April 2009 veröffentlicht, zwei Wochen nach der ersten Singleauskopplung Wrong. Der Song war als Weltpremiere bei der Echoverleihung 2009 im Februar 2009 in Berlin live uraufgeführt worden. Der Titel erreichte Platz 2 der deutschen Singlecharts. Das Album erreichte in Deutschland, Österreich und in der Schweiz in der ersten Woche nach Erscheinen Platz 1 und weltweit hohe Positionen in den Albumcharts. Die zweite Single Peace erschien im Juni 2009. Als dritte Auskopplung wurde im Dezember 2009 die Doppel-A-Seite Fragile Tension/Hole to Feed veröffentlicht.
Von Mai 2009 bis Februar 2010 befand sich Depeche Mode auf der zehnten Welttournee. Die Tour of the Universe startete am 10. Mai in Tel Aviv, Israel. Ein Aufwärmkonzert fand vier Tage zuvor in Luxemburg in Esch-sur-Alzette statt. Aufgrund einer Erkrankung Gahans kam es zu einigen Konzertabsagen und Terminänderungen. Wegen einer schweren Gastroenteritis musste das Konzert in Athen abgesagt werden. Bei weiteren Untersuchungen wurde ein bösartiger Blasentumor entdeckt, der bei einer Operation in Gahans Heimatstadt New York entfernt wurde. Da Gahan auf ärztliche Anweisung hin noch bis zum 7. Juni pausieren sollte, wurden alle 15 Konzerte in diesem Zeitraum, darunter vier in Deutschland, verschoben oder abgesagt. Die Tour wurde mit dem Konzert am 8. Juni 2009 in Leipzig fortgesetzt und endete im Februar 2010 mit den Abschlusskonzerten in der Düsseldorfer ESPRIT arena. Ein großer Teil der Konzerte ist als offizieller Mitschnitt über die Internetplattform von Live Here Now als Doppel-CD oder als Download mit 320 kBit/s kodierten MP3-Dateien zu beziehen.
Im Februar 2010 trat die Band in der Royal Albert Hall in London zum ersten Mal bei einer Benefizveranstaltung auf. Bei diesem Konzert, dessen Einnahmen an die britische Kinderkrebshilfe British Cancer Trust gingen, stand zum ersten Mal seit der Trennung 1995 das ehemalige Band-Mitglied Alan Wilder mit auf der Bühne. Während Gore Somebody sang, begleitete Wilder ihn am Klavier. Wilder schloss eine Rückkehr zu Depeche Mode nicht aus. Bei der Echoverleihung 2010 gewann Depeche Mode den Echo in der Kategorie „Gruppe des Jahres Rock/Pop international“. Gore und Fletcher nahmen den Preis persönlich bei der Verleihung in Berlin von Paul van Dyk entgegen, der ein großer Fan der Gruppe ist.
Aus der Tour of the Universe – Depeche Mode spielte 102 Konzerte in 40 Ländern – ging die DVD Tour of the Universe: Barcelona hervor. Der Mitschnitt entstand im November 2009 im Palau Sant Jordi in Barcelona und erschien in Deutschland ein Jahr später. Die DVD stieg direkt nach Erscheinen auf Platz eins der deutschen Albumcharts ein. Im Februar 2011 führte eine Fan-Aktion, die über Facebook und eine eigens dafür erschaffene Website initiiert wurde, dazu, dass die Single Dreaming of Me im März 2011 für eine Woche auf Platz 45 der deutschen Singlecharts stieg und somit zur ersten Chartplatzierung dieser Single in Deutschland wurde. Anlass war das 30-jährige Jubiläum der ersten Single der Band.
Nach der Tour of The Universe widmeten sich Gahan und Gore außerdem wieder Soloprojekten. Gahan veröffentlichte zusammen mit den Soulsavers das Album The Light the Dead See, während Gore zum ersten Mal seit dem Weggang von Vince Clarke bei Depeche Mode mit ihm Songs für das gemeinsame Album Ssss schrieb, das sie unter dem Pseudonym VCMG veröffentlichten. Mit Remixes 2: 81–11 erschien im Juni 2011 die zweite Remix-Kompilation der Band. Zu dem Album steuerten auch die ehemaligen Bandmitglieder Vince Clarke mit Behind the Wheel und Alan Wilder mit In Chains je einen Remix bei, außerdem haben sich unter anderem Eric Prydz, Röyksopp und Miike Snow an dem Album beteiligt. Die Single Personal Jesus 2011 mit neuen Versionen des Depeche-Mode-Klassikers wurde im April 2011 als Download veröffentlicht. Im Mai folgten die CD- und Vinyl-Versionen. Das Video zur Single Personal Jesus 2011 mit dem Titel Personal Jesus (Stargate Remix) wurde 2011 mit dem UK Music Video Award in der Kategorie „Best Alternative Video“ geehrt. Anlässlich des 20. Jubiläums des U2-Albums Achtung Baby erschien Ende 2011 das Tributealbum AHK-toong BAY-bi Covered, zu dem Depeche Mode den Song So Cruel beisteuerte.
Im Frühjahr 2012 begann Depeche Mode mit der Arbeit am 13. Studioalbum Delta Machine, das im März 2013 bei ihrem neuen Label Columbia Records veröffentlicht wurde. Produzent war erneut Ben Hillier. Die erste Singleauskopplung Heaven erschien im Februar 2013 und erreichte in der ersten Woche Platz 2 der deutschen Singlecharts. Eine Welttournee mit dem Titel The Delta-Machine-Tour begann im Mai 2013 und endete im März 2014 nach 106 Konzerten. Die Delta-Machine-Tour belegt Platz 9 der erfolgreichsten Tourneen 2013 und schaffte es im Herbst 2013 sogar auf Platz 1.
In der Zwischenzeit erschien Ende März 2013 das Video zur zweiten Singleauskopplung Soothe my Soul. In derselben Woche wurde bekannt gegeben, dass von Delta Machine eine Woche nach Veröffentlichung allein in Deutschland 142.000 Exemplare verkauft wurden. Damit stieg das Album auf Platz 1 der deutschen Charts ein und war der erfolgreichste Album-Verkaufsstart seit dreieinhalb Jahren in Deutschland. Auch in den schwedischen, schweizerischen, österreichischen sowie polnischen Charts erreichte es Platz 1, weitere hohe Chartplatzierungen wurden in anderen Länder wie beispielsweise England und den Vereinigten Staaten erreicht. Im Mai 2013 erschien die zweite Single Soothe My Soul als CD-Single. Die dritte Single des Albums Should Be Higher erschien Anfang Oktober 2013. 2014 wurde Depeche Mode nach 2010 erneut mit dem Echo in der Kategorie Gruppe international Rock/Pop ausgezeichnet. Fans kritisierten, dass die Auszeichnung nicht während der Gala, sondern nur auf der offiziellen Website des Echos bekanntgegeben worden war.
Im November 2014 erschien das während der Delta-Machine-Tour aufgenommene Live-Album sowie ein DVD-Boxset Live in Berlin, das 2013 in der O2 World Berlin aufgezeichnet worden war. Regie führte Anton Corbijn. Das Konzert wurde im Vorfeld in Deutschland in ausgewählten Kinos gezeigt. Die DVD stieg direkt nach Erscheinen auf Platz zwei der deutschen Albumcharts ein. Direkt nach der The Delta-Machine-Tour ging Gore wieder ins Studio, um die bereits geschriebenen Lieder, die nicht auf dem Album Delta Machine erschienen waren, zu überarbeiten und auf dem Soloalbum MG Ende April 2015 zu veröffentlichen. Im November 2016 erschien die DVD-Kompilation Video Singles Collection.
Im März 2017 wurde das Album Spirit in Deutschland veröffentlicht, gleichzeitig auch als Deluxe-Version auf zwei CDs mit fünf Bonustracks. Die zugehörige Tour begann im Mai 2017 in Stockholm und endete im Juli 2018 mit zwei Konzerten in der Berliner Waldbühne. Mitschnitte aus diesen beiden Konzerten wurden auch für den 2019 erschienenen Film Spirits in the Forest verwendet, der sechs besondere Fans der Band aus verschiedenen Teilen der Erde porträtiert.

### Seit 2020: Rock and Roll Hall of Fame und Tod Andy Fletchers
2020 wurde die Band inklusive der Gründungsmitglieder Clarke und Wilder in die Rock and Roll Hall of Fame aufgenommen.
Im Mai 2022 starb Andrew Fletcher im Alter von 60 Jahren überraschend an den Folgen einer Aortendissektion.
Am 4. Oktober 2022 kündeten Dave Gahan und Martin Gore während einer Pressekonferenz in Berlin ihr 15. Studioalbum Memento Mori an, das am  24. März 2023 veröffentlicht wurde. Alle Songs und der Albumtitel seien vor Andrew Fletchers Tod entstanden. Bei der anschließenden „Memento Mori World Tour“ spielte die Band vom ersten Konzert am 23. März 2023 in Sacramento bis zum letzten am 8. April 2024 in Köln insgesamt 112 Konzerte. Ein Dokumentarfilm mit Live-Aufnahmen von der Tournee erscheint unter dem Titel Depeche Mode: M auf dem Tribeca Film Festival im Juni 2025.

## Stil
Als Einflüsse gab die Band The Velvet Underground, Kraftwerk, David Bowie, Neil Young, Roxy Music, Sparks und Siouxsie and the Banshees an; Martin Gore nannte auch Elvis Presley als einen persönlichen Einfluss.

## Bandmitglieder

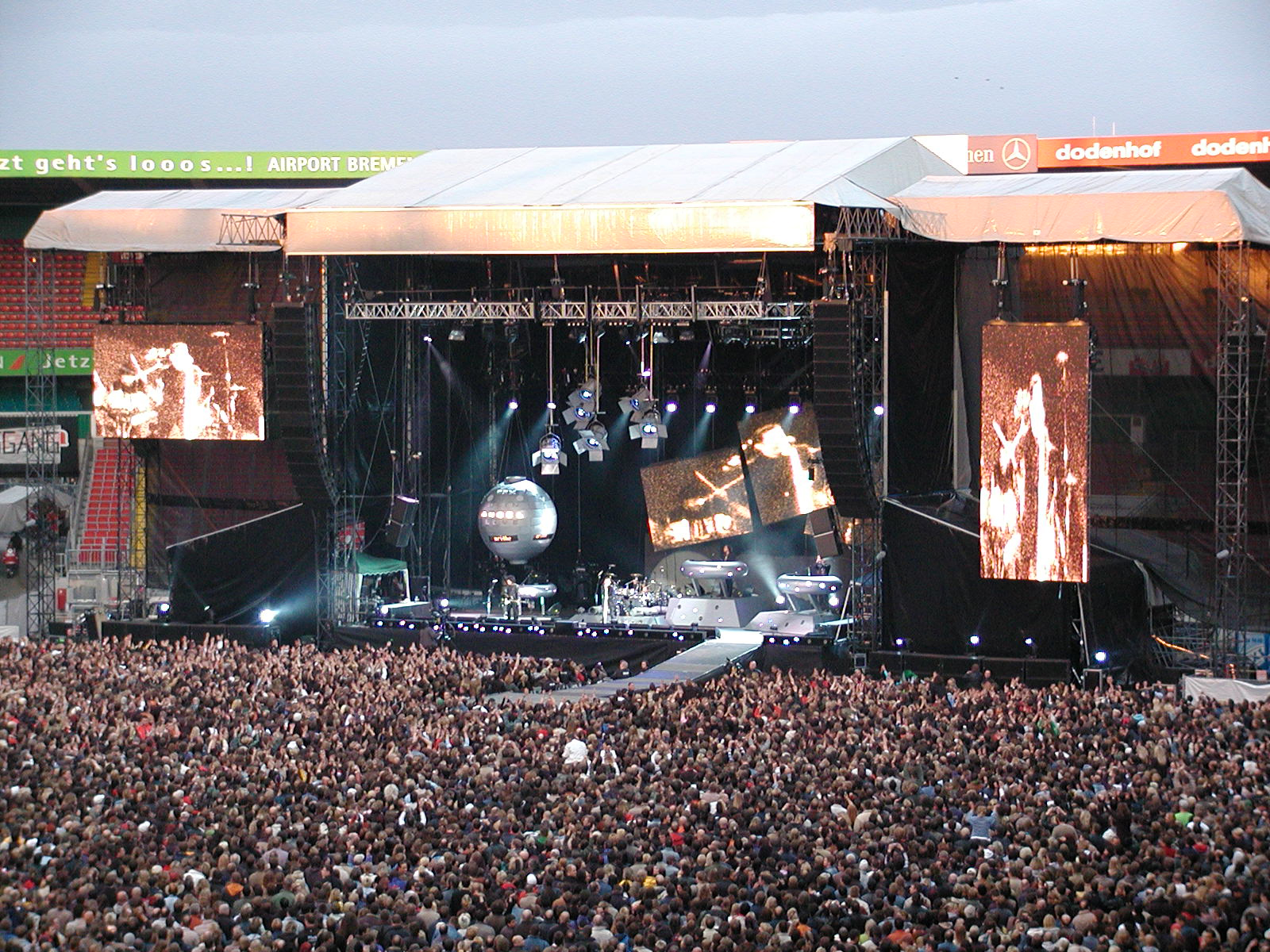
Bremen, Juni 2006

### Aktuelle Mitglieder
- Dave Gahan – Gesang
- Martin Gore – Gitarre, Keyboard, Synthesizer, Bass, Gesang

### Livemusiker
- Peter Gordeno – Keyboard, Synthesizer, Bass, Backgroundgesang  (seit 1998)
- Christian Eigner – Schlagzeug, Perkussion (seit 1997), Keyboard (seit 2023)

### Ehemalige Mitglieder
- Vince Clarke – Keyboard, Synthesizer, Backgroundgesang (bis 1981)
- Alan Wilder – Keyboard, Synthesizer, Schlagzeug, Backgroundgesang (1982–1995)
- Andrew Fletcher – Keyboard, Synthesizer, Backgroundgesang (bis zu seinem Tod im Jahre 2022)

### Ehemalige Live-Musiker
- Hildia Campbell – Gesang (1993–1994)
- Samantha Smith – Gesang (1993–1994)
- Daryl Bamonte – Keyboard (Sommer 1994, Ersatz für Andrew Fletcher)
- Dave Clayton – Keyboard (1997)
- Janet Ramus – Gesang (1998)
- Jordan Bailey – Gesang (1998–2001)
- Georgia Lewis – Gesang (2001)

## Diskografie
Studioalben

| Jahr | Titel Musiklabel                               | Höchstplatzierung, Gesamtwochen/‑monate, AuszeichnungChartplatzierungen (Jahr, Titel, Musiklabel, Platzierungen, Wochen/Monate, Auszeichnungen, Anmerkungen) | Höchstplatzierung, Gesamtwochen/‑monate, AuszeichnungChartplatzierungen (Jahr, Titel, Musiklabel, Platzierungen, Wochen/Monate, Auszeichnungen, Anmerkungen) | Höchstplatzierung, Gesamtwochen/‑monate, AuszeichnungChartplatzierungen (Jahr, Titel, Musiklabel, Platzierungen, Wochen/Monate, Auszeichnungen, Anmerkungen) | Höchstplatzierung, Gesamtwochen/‑monate, AuszeichnungChartplatzierungen (Jahr, Titel, Musiklabel, Platzierungen, Wochen/Monate, Auszeichnungen, Anmerkungen) | Höchstplatzierung, Gesamtwochen/‑monate, AuszeichnungChartplatzierungen (Jahr, Titel, Musiklabel, Platzierungen, Wochen/Monate, Auszeichnungen, Anmerkungen) | Anmerkungen                                                    |
| Jahr | Titel Musiklabel                               | DE | AT | CH | UK | US | Anmerkungen                                                    |
| ---- | ---------------------------------------------- | --- | --- | --- | --- | --- | -------------------------------------------------------------- |
| 1981 | Speak & Spell Mute Records (Rough Trade)       | DE49 Gold · (8 Wo.)DE | — | — | UK10 Gold · (33 Wo.)UK | US192 (9 Wo.)US | Erstveröffentlichung: 5. Oktober 1981 Verkäufe: + 400.000      |
| 1982 | A Broken Frame Mute Records (Rough Trade)      | DE56 (3 Wo.)DE | — | — | UK8 Gold · (11 Wo.)UK | US177 (8 Wo.)US | Erstveröffentlichung: 27. September 1982 Verkäufe: + 100.000   |
| 1983 | Construction Time Again Mute Records (Mute)    | DE7 Gold · (34 Wo.)DE | — | CH21 (3 Wo.)CH | UK6 Gold · (12 Wo.)UK | — | Erstveröffentlichung: 22. August 1983 Verkäufe: + 350.000      |
| 1984 | Some Great Reward Mute Records (Mute)          | DE3 Gold · (24 Wo.)DE | AT19 (1 Mt.)AT | CH5 (17 Wo.)CH | UK5 Silber · (12 Wo.)UK | US51 Platin · (42 Wo.)US | Erstveröffentlichung: 24. September 1984 Verkäufe: + 1.310.000 |
| 1986 | Black Celebration Mute Records (Mute)          | DE2 Platin · (33 Wo.)DE | AT26 (1 Mt.)AT | CH1 (18 Wo.)CH | UK4 Silber · (11 Wo.)UK | US90 Gold · (26 Wo.)US | Erstveröffentlichung: 17. März 1986 Verkäufe: + 1.160.000      |
| 1987 | Music for the Masses Mute Records (Mute)       | DE2 Gold · (23 Wo.)DE | AT16 (2 Mt.)AT | CH4 Gold · (8 Wo.)CH | UK10 Silber · (4 Wo.)UK | US35 Platin · (59 Wo.)US | Erstveröffentlichung: 28. September 1987 Verkäufe: + 1.785.000 |
| 1990 | Violator Mute Records (Mute)                   | DE2 Platin · (48 Wo.)DE | AT4 Gold · (23 Wo.)AT | CH2 Platin · (14 Wo.)CH | UK2 Gold · (30 Wo.)UK | US7 ×3Dreifachplatin · (74 Wo.)US | Erstveröffentlichung: 19. März 1990 Verkäufe: + 4.665.000      |
| 1993 | Songs of Faith and Devotion Mute Records (EMI) | DE1 Gold · (23 Wo.)DE | AT1 Gold · (25 Wo.)AT | CH1 Gold · (12 Wo.)CH | UK1 Gold · (18 Wo.)UK | US1 Platin · (29 Wo.)US | Erstveröffentlichung: 22. März 1993 Verkäufe: + 1.700.000      |
| 1997 | Ultra Mute Records (EMI)                       | DE1 Gold · (24 Wo.)DE | AT5 (16 Wo.)AT | CH4 Gold · (15 Wo.)CH | UK1 Gold · (13 Wo.)UK | US5 Gold · (19 Wo.)US | Erstveröffentlichung: 14. April 1997 Verkäufe: + 1.500.000     |
| 2001 | Exciter Mute Records (EMI)                     | DE1 Platin · (34 Wo.)DE | AT2 Gold · (18 Wo.)AT | CH2 Gold · (18 Wo.)CH | UK9 Gold · (7 Wo.)UK | US8 Gold · (14 Wo.)US | Erstveröffentlichung: 14. Mai 2001 Verkäufe: + 1.550.000       |
| 2005 | Playing the Angel Mute Records (EMI)           | DE1 ×2Doppelplatin · (37 Wo.)DE | AT1 Gold · (27 Wo.)AT | CH1 (20 Wo.)CH | UK6 Gold · (4 Wo.)UK | US7 (16 Wo.)US | Erstveröffentlichung: 14. Oktober 2005 Verkäufe: + 1.180.000   |
| 2009 | Sounds of the Universe Mute Records (EMI)      | DE1 ×3Dreifachgold · (27 Wo.)DE | AT1 Gold · (12 Wo.)AT | CH1 Platin · (19 Wo.)CH | UK2 Silber · (5 Wo.)UK | US3 (10 Wo.)US | Erstveröffentlichung: 17. April 2009 Verkäufe: + 743.000       |
| 2013 | Delta Machine Columbia Records (Sony)          | DE1 ×3Dreifachgold · (28 Wo.)DE | AT1 Gold · (13 Wo.)AT | CH1 Platin · (22 Wo.)CH | UK2 Silber · (8 Wo.)UK | US6 (9 Wo.)US | Erstveröffentlichung: 22. März 2013 Verkäufe: + 640.000        |
| 2017 | Spirit Columbia Records (Sony)                 | DE1 Gold · (20 Wo.)DE | AT1 (11 Wo.)AT | CH1 Gold · (16 Wo.)CH | UK5 Silber · (6 Wo.)UK | US5 (2 Wo.)US | Erstveröffentlichung: 17. März 2017 Verkäufe: + 359.500        |
| 2023 | Memento Mori Columbia Records (Sony)           | DE1 Gold · (27 Wo.)DE | AT1 (10 Wo.)AT | CH1 (14 Wo.)CH | UK2 (3 Wo.)UK | US14 (1 Wo.)US | Erstveröffentlichung: 24. März 2023 Verkäufe: + 197.000        |

grau schraffiert: keine Chartdaten aus diesem Jahr verfügbar

## Auszeichnungen
- Bravo Otto
  - 1986: „Rock-Gruppe“ (Bronze)
  - 1987: „Rock-Gruppe“ (Bronze)
  - 1990: „Band Rock/Pop“ (Silber)
  - 1991: „Band Rock/Pop“ (Bronze)
- BRIT Awards
  - 1991: „Best British Single“ (Enjoy the Silence)
- Comet
  - 2001: „Act International“
- Echo

| Jahr | Kategorie                                      | für                    | Resultat  |
| ---- | ---------------------------------------------- | ---------------------- | --------- |
| 2010 | Gruppe des Jahres Rock/Pop international       | –                      | Gewonnen  |
| 2010 | Album des Jahres (national oder international) | Sounds of the Universe | Nominiert |
| 2014 | Gruppe des Jahres Rock/Pop international       | –                      | Gewonnen  |
| 2014 | Album des Jahres (national oder international) | Delta Machine          | Nominiert |
| 2018 | Band International                             | Spirit                 | Nominiert |

- Grammy Awards

| Jahr | Kategorie                  | für                    | Resultat  |
| ---- | -------------------------- | ---------------------- | --------- |
| 1995 | Best Long Form Music Video | Devotional             | Nominiert |
| 2007 | Best Dance Recording       | Suffer Well            | Nominiert |
| 2010 | Alternative Album          | Sounds of the Universe | Nominiert |
| 2010 | Best Short Form Music      | Wrong                  | Nominiert |

- MidemNet Awards
  - 2001: „Best Artist Site Award“
- MTV Europe Music Awards
  - 2006: „Best Group“
- Popkomm Award
  - 2002: „Popkomm Music DVD Award“ (One Night in Paris)
- Q Magazine
  - 2002: „Innovation Award“
- UK Music Video Awards
  - 2011: „Best Alternative Video“ (Personal Jesus (Stargate Remix))